# Vejen (gemeente)
Vejen is een gemeente in de Deense regio Zuid-Denemarken (Syddanmark) met 42.742 inwoners (2020).

## Tot 2007
Vejen was tot 2007 een gemeente met een oppervlakte van 244,19 km² en 16.985 inwoners. Door de herindeling van 2007 zijn de volgende gemeenten bij Vejen gevoegd: Rødding, Brørup en Holsted.

## Politiek
Sinds 1 januari 2007 is Egon Fræhr burgemeester van Vejen. De grootste partij in de gemeenteraad is de liberale partij Venstre, die sinds de verkiezingen van 2013 12 van de 27 zetels bezet. De op één na grootste partij is die van de sociaaldemocraten met 6 zetels.

## Plaatsen in de gemeente
- Rødding
- Brørup
- Lintrup
- Lindknud
- Holsted
- Glejbjerg
- Sønder Hygum
- Hovborg
- Askov
- Vejen
- Store Andst
- Skodborg
- Gesten
- Bække
- Jels
- Øster Lindet

Aabenraa · Ærø · Assens · Billund · Esbjerg · Faaborg-Midtfyn · Fanø · Fredericia · Haderslev · Kerteminde · Kolding · Langeland · Middelfart · Nordfyn · Nyborg · Odense · Sønderborg · Svendborg · Tønder · Varde · Vejen · Vejle
- International Standard Name Identifier: 0000 0004 0493 9488
- MusicBrainz: 9eb3809a-a9a2-4cb7-85df-baa00438121d